# 수리재터널
수리재터널(水里齋터널)은 예미역과 민둥산역 사이에 있는 태백선 상의 터널로, 강원특별자치도 정선군 신동읍과 남면에 걸쳐 있다. 싸리재터널이라고도 불린다.
1966년 1월 10일 정선선 예미역 ~ 정선역 구간과 함께 개통되었으며, 터널 서쪽으로 태백선과 함백선의 분기 지점이 있다.